# 記憶
記憶（きおく）とは、経験を符号化し、保存し、必要なときに取り出すという脳の機能の一つである。繰り返し経験することによって生じる行動の変容、という側面に着目した場合は学習という概念が使用され、記憶と学習には密接な関係がある。この記事では主として人間（ヒト）の記憶について説明する。

## 記憶の研究のはじまり
現代的な記憶研究は1960年代に始まった。これはH.M,という記憶障害の患者をMilnerが1962年に報告したことにはじまる。H.M.は難治性の側頭葉てんかんのため海馬を含む側頭葉内側の一部を脳外科手術で切除された。手術は無事成功してんかん発作は抑制された。しかし彼は手術以降、過去の記憶には問題がないにもかかわらず新しいことを記憶するということが全くできなくなってしまった。彼は手術後に知り合った人の名前を覚えることができず、引っ越し先の土地の道を覚えることもできなかった。興味深いことに彼の短期記憶は正常であり、7桁の数字の復唱や5桁の数字の逆唱は可能だった。しかし新しく長期記憶を得ることができなくなってしまっていた。
H.M.の症例は記憶という脳の機能について、その解剖学的な基盤を研究する出発点となった。

## 分類
記憶は複雑な機能であり、どのような観点から概念化するかによっていくつかの分類がある。心理学における記憶の分類は以下がある。
記憶のタイプ
- 宣言的記憶（Declarative memory）[顕在記憶 Explicit memoryとも呼ばれる]
  - エピソード記憶（Episodic memory）
  - 意味記憶（Semantic memory）
- 非宣言的記憶（Non-declarative memory）[潜在記憶 Implicit memoryとも呼ばれる]
  - 運動技能（Skill learning）
  - 古典的条件づけ（Conditioning）
  - プライミング（Priming）

記憶のステージ
- 感覚記憶（Sensory memory）[感覚レジスタ Sensory registerとも呼ばれる]
- 短期記憶（STM, Short time memory）[作業記憶 WM, Working memoryとも呼ばれる]
- 長期記憶（LTM, Long time memory）

記憶のプロセス
- 符号化（Encoding）[記銘とも訳される]
- 保持（Storage）[保存とも訳される]
- 想起（Retrieval）

長期記憶のみ、あるいはエピソード記憶のみを指して記憶と呼称することもある。
1968年、Atkinson&Shiffrinは記憶のマルチストアモデルを提唱した。彼らは情報の段階的処理によって記憶が定着する過程をモデル化した。このマルチストアモデルでは感覚記憶→短期記憶→長期記憶という用語が用いられた。
1990年代、L. Squireは健忘症患者の研究から記憶を「意識的に想起できるか（宣言的）、できないか（非宣言的）」に着目し、記憶の二重貯蔵モデルを提唱した。彼は意識的に想起できる記憶と想起できない記憶は脳内では別のシステムによって処理されていることを示唆した。

## 感覚記憶
外部から与えられた刺激はまず最初に感覚記憶によって処理される。感覚記憶は最大でも1,2秒の範囲でしか保持されない。極めて短時間であるため、提唱者のAtkinson&Shiffrinは「感覚バッファ」とも表現した。
感覚記憶は各間隔のモダリティそれぞれに発生し、ヒトがもとの感覚の経験を短時間保持することを可能にする。視覚に関連するアイコニックメモリ（iconic memoy）、聴覚に関連するエコーイックメモリ（echoic memory）などがある。
例として、作業に没頭しているときに誰かに何か言われたという状況が挙げられる。その瞬間には何を言われたか分からなくとも、相手に顔を向けた途端に自分の頭のなかで相手の声の反響が聞こえ、何を言われたかを理解する。これは聴覚記憶のエコーイックメモリ（echoic memory）の一例である。エコーイックメモリはアイコニックメモリと異なり、競合する情報がない場合は最大20秒持続する。

## 短期記憶
短期記憶（short-term memory, STM）とは、記憶の二重貯蔵モデルにおいて提唱された記憶区分の一つであり、情報を短時間保持する貯蔵システムである。一般に成人における短期記憶の容量は、7±2（5から9まで）程度と言われている。この仮説は心理学者のジョージ・ミラーが提示したものであり、7±2という数はマジカルナンバー（magical number）と言う。このマジカルナンバーは、まとまりのある意味のかたまりである「チャンク」という単位で示される。
短期記憶の情報は時間の経過とともに忘却されるが、維持リハーサルによって情報の保持時間を伸ばすことができる。リハーサルが妨げられた場合、数秒から十数秒で情報は忘却される。脳科学者は短期記憶の忘却が未使用の記憶を脳から取り除き、より新しく、より有用な記憶に道を譲るので、むしろ人間にとって有益であると考えている。
また短期記憶の情報はリハーサルにより長期記憶に転送されると言われている。
短期記憶の分かり易い例であると、感情がこもっているかこもっていないかで簡単に分けられる。長期記憶の場合は、自分が感じた感情が強ければ強い程覚える。反対に自分の感じた感情が弱い程覚えていないのが短期記憶である。
多くの研究によると、後ろ向きに歩いたり、後ろ向きに歩いていると想像したり、後ろ向きに歩いているビデオを見たりした人は、後ろ向きに歩くことはあなたの短期記憶を後押しするのに役立つかもしれないと示唆した。虚偽の記憶を誘発することなく、できるだけ正確な情報を入手できる。後ろ向きに歩いた人は、年齢やその他の要因に関係なく、より多くの目撃に関する質問に正しく答える可能性が非常に高いことを発見した。
ハーバード大学心理学部は、たとえば犯罪を目撃した場合など、最近の出来事の詳細を思い出すのに役立つと述べてる。人々が前進したときよりも後退したときの方が短期記憶が優れている。

### ワーキングメモリ
短期記憶を発展させた作動記憶という概念が提唱されている。ワーキングメモリは短期的な情報の保存だけでなく、認知的な情報処理も含めた概念である。容量には個人差があり、その容量の差がある課題での個人のパフォーマンスに影響を与えていると言われている。ワーキングメモリは中央制御系、音韻ループ、視空間スケッチパッドからなる。
中央制御系
音韻ループと視空間スケッチパッドを制御し、長期記憶と情報をやりとりするシステムである。
音韻ループ
言語を理解したり、推論を行うための音韻情報を保存するシステムである。
視空間スケッチパッド
視覚的・空間的なイメージを操作したり、保存したりするシステムである。

## 長期記憶
長期記憶（long-term memory, LTM）とは、記憶の二重貯蔵モデルにおいて提唱された記憶区分の一つであり、大容量の情報を保持する貯蔵システムである。二重貯蔵モデルにおいては、一旦長期記憶に入った情報は消えることはないとされた。
長期記憶の忘却の原因については、減衰説と干渉説、さらに検索失敗説が存在する。減衰説とは、時間の経過とともに記憶が失われていくという説である。干渉説とは、ある記憶が他の記憶と干渉を起こすことによって記憶が消えるという説である。検索失敗説とは、想起の失敗は記憶された情報自体が消失しているのではなく、適切な検索手がかりが見つからないため、記憶内の情報にアクセスできないという説である。
β-エンドルフィン（＝脳内ホルモンの一つ）が分泌されたり、Ａ10神経が活性化すると、海馬における長期記憶が増強する。
長期記憶は陳述記憶・非陳述記憶の2つに分類される。長期記憶を近時記憶と遠隔記憶の2つに分類する説も存在する。

### 陳述記憶
言葉で表現できる記憶である。宣言的記憶、顕在記憶とも呼ばれる。陳述記憶は意味記憶とエピソード記憶に分けることができる。

#### 意味記憶
意味記憶とは事物、事象の一般的知識や言葉の意味についての記憶である。1966年に心理学者のマックス・キリアンが提唱した。意味記憶の構造は、（コリンズとキリアンによって）意味ネットワークという形でモデル化されている。他にも、意味記憶を表す多くのモデルがある。

#### エピソード記憶
個人的体験や出来事についての記憶である。1972年に心理学者のタルヴィングが、意味記憶と対になるものとして提唱した。

### 非陳述記憶
非陳述記憶とは、言葉で表現できない記憶である。非宣言的記憶、潜在記憶とも呼言う。非陳述記憶には手続き記憶、プライミング、古典的条件づけなどが含まれる。

#### 手続き記憶
物事を行うときの手続きについての記憶である。いわゆる「体で覚える」記憶がこれにあたる。

#### プライミング
先行する事柄が後続する事柄に、影響を与える状況を指して「プライミングの効果（または“プライミング効果”）があった」と言われる。そのような状況における「先行する事柄」をプライムと称す。先行する事柄には、単語、絵、音などがありうる。例えば「医者」という言葉を聞くと、その後「看護師」という言葉の読みが「富士山」という言葉の読みよりも早くなるのはプライミング効果があったこととなる。
多くの場合、その効果が無意識的である点、およびかなりの長期間（例えば1年間）にわたり効果が持続する点、記憶に障害を受けた者にも無意識的なプライミング効果は損なわれずにある（機能し続けている）点に、この現象の面白さがある。

## 学習と記憶の定着のプロセス
記憶の過程は記銘、保持、想起（再生、再認、再構成）、忘却という流れになっている。

### 記銘（符号化）
情報を憶えこむことを記銘という。情報を人間の記憶に取りこめる形式に変えるという情報科学的な視点から符号化と呼ばれることが多い。

### 保持（貯蔵）
情報を保存しておくことを保持という。情報科学的な視点から貯蔵と呼ばれることが多い。

### 想起、起憶（検索）
情報を思い出すことを想起、起憶という。情報科学的な視点から検索と呼ばれることが多い。想起のしかたには以前の経験を再現する再生、以前に経験したことと同じ経験をそれと確認できる再認、以前の経験をその要素を組み合わせて再現する再構成などがある。

### 忘却
記憶されていたことを想起できなくなることを忘却（ぼうきゃく）という。
東京大学の研究チームは、脳における軽微な忘却が運動制御指令の最適化に有効であることを理論的に初めて証明した、と発表。
忘れることは、時に学習にとって良いことである。

## 精神医学での分類
精神医学では記憶の保持される時間によって即時記憶、近時記憶、遠隔記憶という分類も用いられる。これは心理学での短期記憶、長期記憶とほぼ同じような分類であるが、近似記憶と遠隔記憶は長期記憶に概ね含まれる。精神医学で長期記憶を分割する理由として、アルツハイマー病など認知症では近似記憶が障害されても遠隔記憶は保持されるといった特徴があるためである。つまり臨床的に鑑別診断を上げるうえで近似記憶、遠隔記憶という分類は有用であるため、このような分類が用いられている。
即時記憶（immediate memory）
数秒間機能する。記銘と想起の間に干渉が入らない場合に短時間維持される記憶である。数字の順唱、逆唱といった検査で確認される。即時記憶はおおむねワーキングメモリと相当すると考えられる。
近似記憶（recent memory）
数分から数日機能する。昨日の食事はなんだったか、昨日買い物に行って何を買ったか、といった内容は、今日は覚えていられるが1年後にはほとんどの人が忘却している。これが近似記憶である。アルツハイマー病では特に病早期から近似記憶が障害される傾向がある。
遠隔記憶（remote memory）
数ヶ月から数年を包含する。どこの小学校を卒業したのか、修学旅行にどこにいったかといった子供時代の記憶は人生にわたって長期間記憶される。これが遠隔記憶である。認知症でも最後まで保持されやすい記憶である。

## その他の記憶の分類

### 自伝的記憶
自分自身に関する事柄についての記憶である。ある個人のなかにある自分に関する記憶を体系的に説明する一つの記憶モデルであり、エピソード記憶と意味記憶によって構成される。

### 展望的記憶
将来行う行動についての記憶である。これに対して、過去の出来事についての記憶は回想的記憶と呼ばれる。一般に記憶の内容は「過去」の事柄だと思われているのに対し、展望的記憶は未来（将来）に関わるものであるため、その点でユニークな記憶であるとされる。スケジュール帳、PDAなどの予定を管理する機器類の使用方法、使用行動と絡めて研究されることも多い。

## 記憶の階層
記憶の階層については、心理学者のタルヴィングによって考えられた記憶システム論というモデルがある。これによると、
手続き記憶、プライミング記憶、意味記憶、短期記憶、エピソード記憶
の順に、左の記憶ほど原始的で、生命の維持に直接関わり、右の記憶ほど高度な記憶になる。

## 記憶がテーマとなっている競技
- メモリースポーツ
- 記憶力日本選手権大会
- 記憶力世界選手権大会
- 弁論大会
- 暗唱大会
- 脳トレ